# Jan Machytka

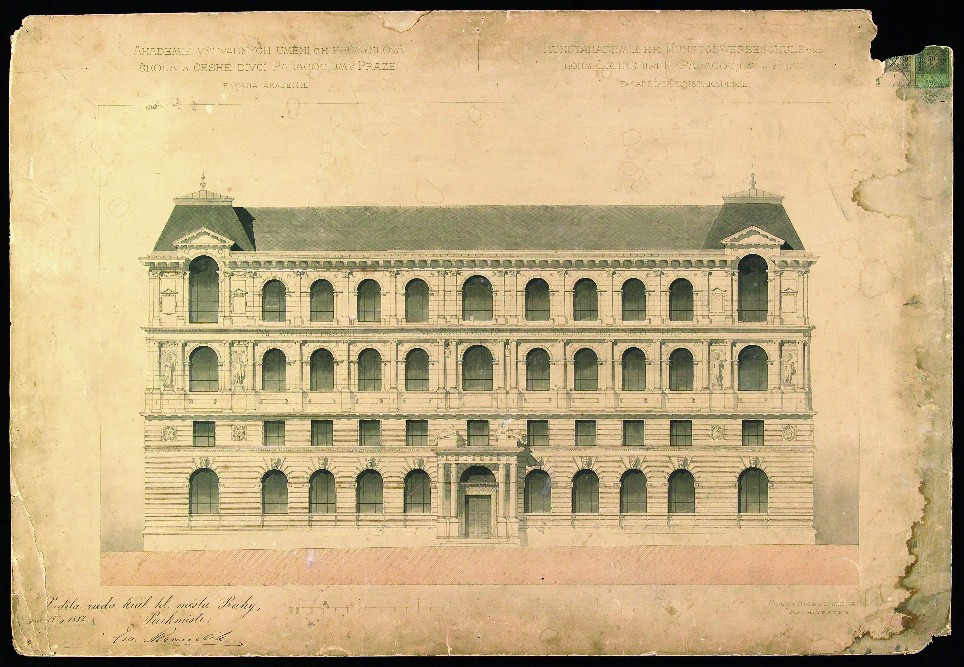
Projekt budovy uměleckoprůmyslové školy v Praze, 1882

Jan Machytka (14. března 1844, Nová Paka – 28. července 1887, Praha byl českým architektem druhé poloviny 19. století.

## Život
Studoval na nižší reálce v Trutnově a vyšší v Kutné Hoře. Zde se seznámil s budoucím architektem Františkem Schmoranzem mladším. Vysokoškolská studia absolvoval na pražské polytechnice v ateliéru Josefa Zítka a Akademii výtvarných umění ve Vídni. Výrazně byl ovlivněn cestou po Itálii, kde jej zaujala především renesanční architektura a umění. Poté absolvoval se Schmoranzem cestu zaměřenou na orientální architekturu a umění po Palestině a Egyptě. Od roku 1874 se Schmoranzem ve Vídni také společně provozovali vlastní architektonickou kancelář. V té působil až do roku 1884, kdy psychicky onemocněl a byl umístěn v ústavu pro choromyslné v Praze. Pohřben je v Nové Pace.
Za svou architektonickou činnost byl vyznamenán zlatým záslužným křížem s korunou a švédským řádem Vassa.

## Dílo
Zatímco František Schmoranz mladší byl ovlivněn orientálním uměním, Jan Machytka inklinoval k neorenesanci. Společně se účastnili řady soutěží na veřejné stavby po celém tehdejším Rakousku-Uhersku. Dlouhá je i řada realizovaných staveb. Podílel se na hlavní lázeňské budově v Trenčianských Teplicích, Arcibiskupském paláci v Zadaru, výrazný podíl má zřejmě i na projektu novorenesanční budovy Uměleckoprůmyslové školy v Praze z roku 1882 a projektu Národního muzea v Praze, za něž v soutěži získali druhé místo. Ještě před vznikem společného ateliéru projektoval v roce 1873 několik pavilonů světové výstavy ve Vídni, především pavilon Vídeňské spořitelny.